# Haveză

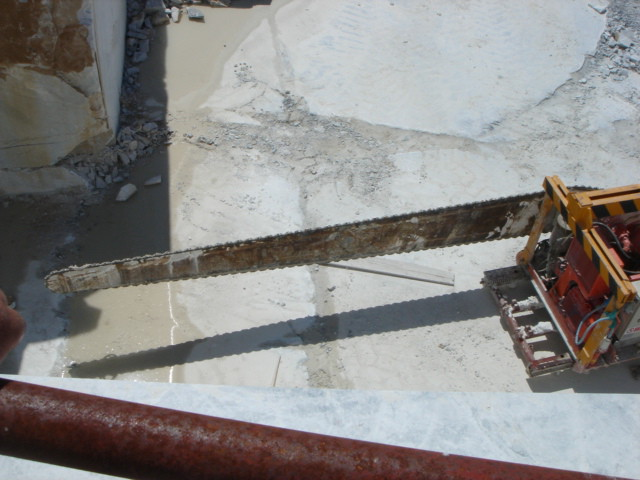
Haveză cu pînza ferastrăului de 5 m

O haveză este o mașină din industria mineră cît și în cariere de piatră, sau cărbune cu un ferastrau cu lanț sau cilindric.
O haveză tăie roca și minereul care urmează a fi exploatat în multe unghiuri diferite, pentru a fi mai ușor de transportat.
Haveza a fost realizată în sec. 19 de către Otto Lilienthal.

### Imagini

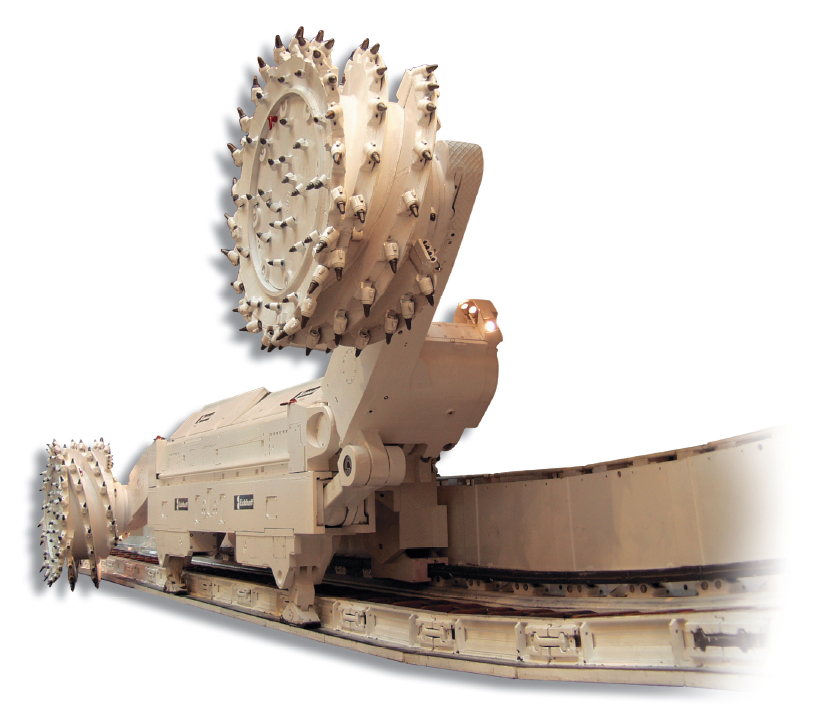
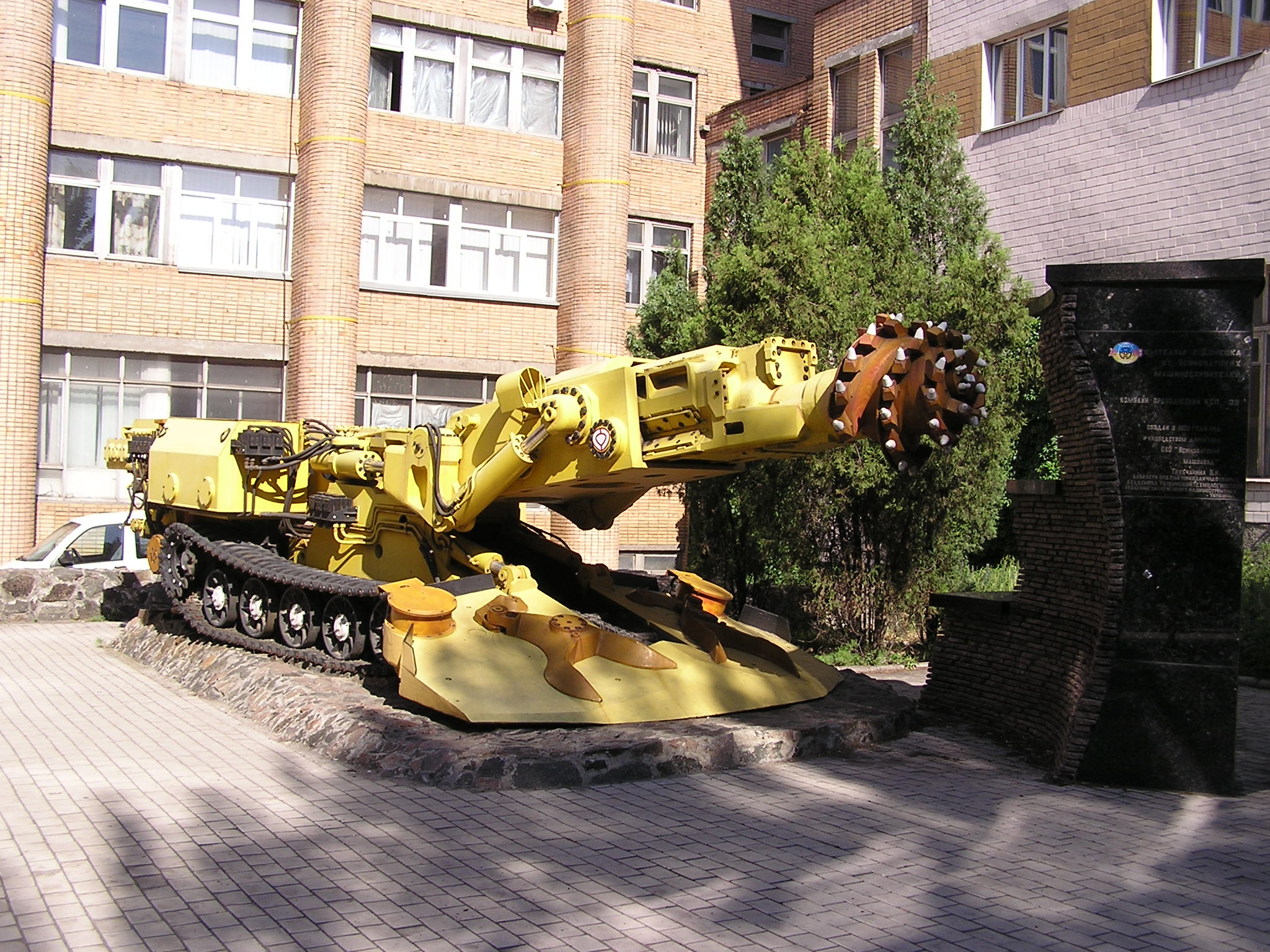
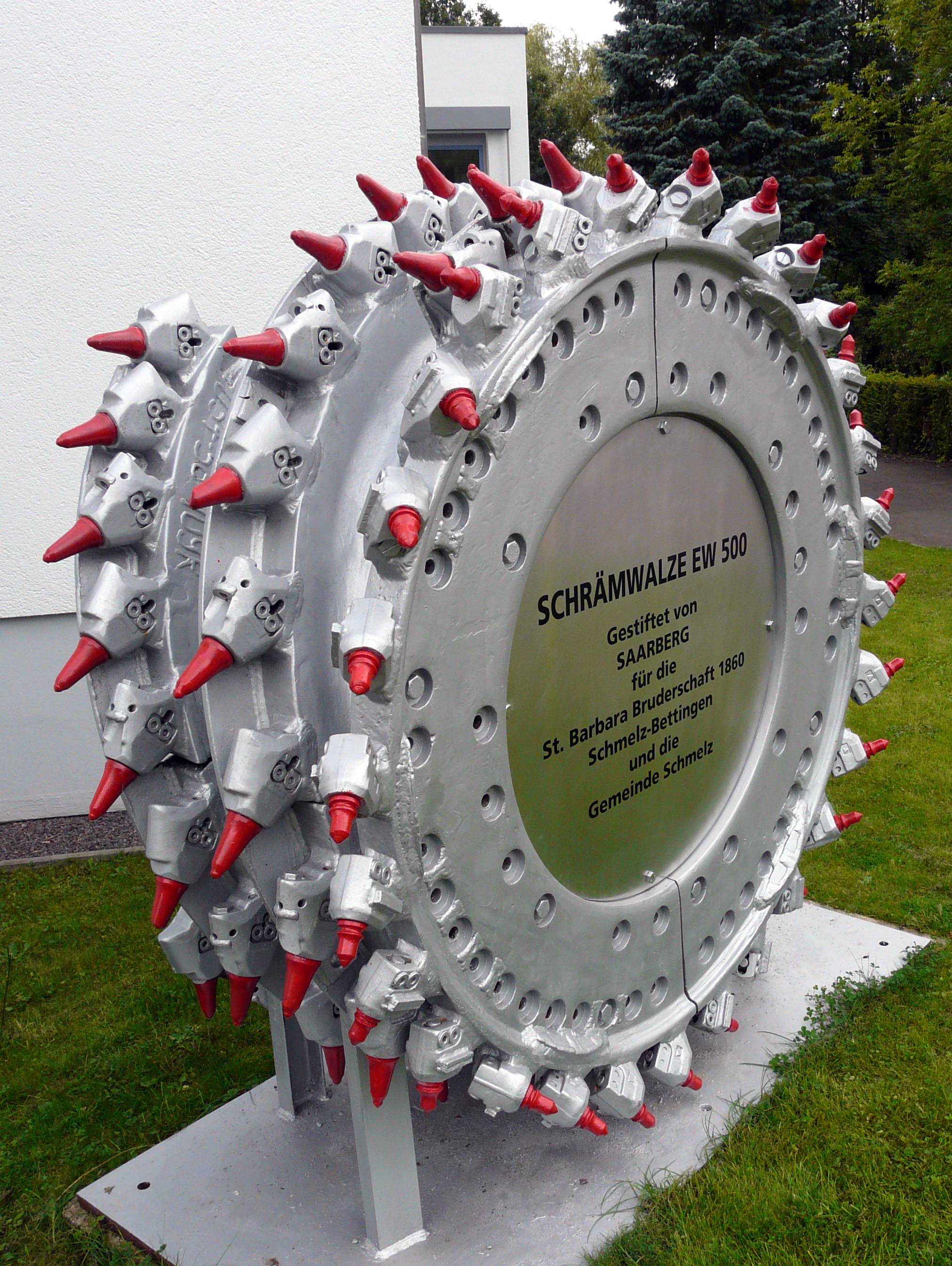